# Domenico Guargena
Domenico Guargena (Messina, 1610 – Messina, 13 novembre 1663) è stato un pittore italiano.

## Biografia
Fra Feliciano da Messina al secolo Domenico Guargena membro dell'Ordine dei frati minori cappuccini. Prima dell'ordinazione riceve una formazione artistica come discepolo presso la scuola del pittore fiammingo Abraham Casembroot a Messina insieme a Filippo Giannetto e Andrea Suppa. Soggiorna a Bologna assimilando lo stile di Guido Reni. Secondo Thieme-Becker è presente a Venezia e Roma. Tornato in Sicilia lavora soprattutto per le Chiese monastiche del suo ordine. Per via dello stile classico della pittura derivato dallo studio delle opere di Guido Reni è definito il "Raffaello dei Cappuccini".

## Opere
- 1661, Madonna e il Bambino tra gli Angeli con San Francesco e Santa Chiara, olio su tela, opera commissionata dai religiosi dell'Ordine dei frati minori cappuccini di Savoca per la chiesa di San Francesco d'Assisi all'Immacolata Concezione; dal 1990 è custodito presso il Santuario di Gibilmanna, mentre a Savoca c'è una pregevole copia.
- XVII secolo, Polittico, dipinto in sei scomparti, opera custodita nel Museo Fra Giammaria da Tusa di Gibilmanna del Santuario di Gibilmanna.
- 1666, Madonna e San Felice, olio su tela, opera custodita nella chiesa di San Francesco d'Assisi all'Immacolata Concezione di Barcellona Pozzo di Gotto.[1]
- 1666, Sacra Famiglia con San Giovannino, olio su tela, opera custodita nel duomo di Santa Maria Assunta di Barcellona Pozzo di Gotto.[1]
- XVII secolo, Il Salvatore Bambino con le Sante Rosa da Viterbo e Chiara d'Assisi, dipinto ad olio su muro, opera custodita nella chiesa di San Francesco d'Assisi all'Immacolata Concezione di Barcellona Pozzo di Gotto.[1]
- XVII secolo, San Francesco riceve le stimmate, dipinto ad olio su tela, opera custodita nella chiesa di San Francesco d'Assisi all'Immacolata Concezione di Barcellona Pozzo di Gotto.[1]
- XVII secolo, Sacra Famiglia con San Francesco d'Assisi, dipinto, opera documentata nella cappella del vestibolo della chiesa dei Cappuccini di Messina.[1]
- XVII secolo, Pietà con San Francesco d'Assisi, dipinto ad olio, opera documentata nell'Oratorio della chiesa dei Cappuccini di Messina.[1]